# Karzeł Pompy
Karzeł Pompy (również PGC 29194) – karłowata galaktyka sferoidalna znajdująca się w gwiazdozbiorze Pompy w odległości 4,6 miliona lat świetlnych od Ziemi. Została odkryta w 1985 roku przez Harolda Corwina, Gérarda H. de Vaucouleursa i Antoinette de Vaucouleurs. Galaktyka ta leży na obrzeżach Grupy Lokalnej.
Karzeł Pompy zawiera zarówno gwiazdy młode jak i stare. Najmłodsze znajdują się jedynie w regionach centralnych, gdzie w dalszym ciągu trwa produkcja gwiazd. Na peryferiach tej galaktyki znajdują się gwiazdy stare oraz gromady kuliste.
Karzeł Pompy jest członkiem małej podgrupy galaktyk wokół NGC 3109, zawierającej również galaktyki karłowate Sekstant A i Sekstant B. Dowodem na to są grupy gwiazd występujące zarówno w NGC 3109 jak i Karle Pompy, które poruszają się ze zbliżonymi prędkościami, co oznacza, że w przeszłości dochodziło do interakcji grawitacyjnych pomiędzy tymi galaktykami.